# عمران دقنيش
عمران دقنيش (2011) طفلٌ سوريٌّ ظهر يوم 18 أغسطس 2016 في وسائل الإعلام المختلفة ووجهه ملطخ بالدماء والتراب، وكان وجهه مذهولا، ولاقت الصورة انتشارًا واسعًا في العالم. كما لاقت رواجًا بشكل كبير في مواقع التواصل الاجتماعي والمواقع الإخبارية بسبب براءة عمران واحتراف المصور لالتقاط الصورة، والعاطفة التي ألمَت بكل من شاهدها؛ حتى أن مذيعة قناة سي إن إن بكت أثناء تقرير صورة عمران وأثارت الصورة ذكرى الطفل آلان الكردي الذي وجدوه على شاطئ في تركيا بعد غرق مركبهم. أطلقت عليه نيويورك تايمز لقب الطفل الذي أصبح رمزا للمعاناة حلب (Became a Symbol of Aleppo’s Suffering).

## الحادثة
في يوم 17 أغسطس 2016 شنت القوات الروسية والقوات الحكومية السورية قصفا على المناطق التي تسيطر عليها المعارضة المسلحة في حلب مما أدى لقصف منزل أسرة عمران دقنيش وانهيار المنزل فوقهم. بعد ذلك قام مركز حلب الإعلامي عبر مواقع التواصل الاجتماعي، بعرض الفيديو الذي يظهر فيه الطفل عمران بعد أن أخرجه المسعف عمار حمامي ووضعه في سيارة إسعاف، صامتا لا يتحدث ولا يصرخ ولا يبكي ولم تنزل من عيناه دمعة واحدة. بقي جالسا على مقعد داخل سيارة إسعاف، والغبار يغطي جسده والدماء تملئ وجهه، يمسح الدماء عن جبينه بيده الصغيرة ثم ينظر إلى يده بهدوء ويمسحها بالمقعد دون أن يبدي أي ردّة فعل من هول الموقف. ثم يأتي رجل الإسعاف بطفلة يضعها على جانبه ثم بطفل ثالث، ثم يخرج الأب، وجميعهم حالهم مثل حال عمران ولكن وبسبب أخذ عمران للمكان كأول ناجٍ من تحت الركام نال اهتمام الملايين حول العالم.

## بعد الحادثة
أصيب شقيق عمران ويدعى علي دقنيش بجروح خطيرة وعانى نزيفا داخليا وتعرضت أعضاء بجسده للتلف جراء نفس القصف عندما كان متواجد في مستشفى بالقرب من موقع القصف وقد توفي في يوم 21 أغسطس 2016 عن عمر ناهز 10 سنوات.

## ردود الفعل
استنكر رئيس الوزراء اللبناني الأسبق سعد الحريري الحادثة المأساوية، وقال عبر حسابه في تويتر: «من هو الإرهابي؟ بشار الأسد وحلفاؤه، الطفل عمران، الطفل آيلان، الصامت عن جرائم الأسد، حسبي الله ونعم الوكيل.». بينما قالت عنه بعض وسائل الأعلام بأنه «أبكى العالم ولم يبكِ».

## الإعلام
انتشر الفيديو بشكل كبير في وسائل الإعلام، ولاقت صورة عمران الحيز الكبير في الصحف البريطانية مثل: الغارديان والتايمز، أما مذيعة ال سي إن إن كيت بولدوان فقد تأثرت تأثرًا بالغاً خلال عرض تقرير حول عمران وعائلته مختتمة التقرير بكلمة «هذا عمران، إنه حي»، وتم تصنيفها ضمن الصورة الايقونية في موقع سي ان ان. وتم عرض عدة رسوم كاريكاتير عن عمران، كما تم دمج بعض الصور له مع قادة الحرب الدائرة في سوريا، وأيضا تم عرض صورة له قبل انهيار منزلهم مع صورته بعد الحادث. وعبر موقع تويتر تم إطلاق هاشتاج #عمران_من_تحت_الركام والذي تم نشر العديد من الصور والفيديوهات فيه. كما نشر أحد المغردين عبر تويتر قصيدة من أربعة أبيات عن عمران قال فيها:
- طفل أطل من الركام مروعاً ... وعليه من لونِ الذهول خضابُ
- لم يدرِ كيف يُبِينُ عن آلامه ... والفاجعــات أمامه أسرابُ
- ما زال يَنظرُ حولَهُ متلفِّتاً... وبمقلتيهِ عن السؤال جوابُ
- جارت مواجعُهُ فأطرَقَ صامتاً... والصمتُ في الوجعِ اللئيمِ خطابُ

## الصحفي خالد اسكيف والطفل عمران
لم يظهر أحد من أهل الطفل على الاعلام بسبب سياسات التي اتبعتها وسائل الاعلام الغربية، ورفض والد الطفل عمران الظهور للاعلام في فترة تواجد الفصائل المعارضة للحكومة السورية
كان للصحفي خالد اسكيف دور كبير في اظهار والد الطفل عمران للاعلام ومحاولة إعادة بناء الثقة مع والد الطفل والمحاولة معه على مدار أشهر ويثبت لوالد الطفل عدم استغلاله لخصوصية هذه العائلة حيث وجد من افادة هذه العائلة الاختلاف عما تروج له وسائل أخرى وقام بالتقاط أول صورة مع الطفل وعائلته في منزلهم واجرى مع والده مقابلة مطولة، ويقول والد عمران ان الاعلام حاول استغلال قصة ابنه ليخدم بروباغندا أو مصالح أخرى ليعود ويستضيفه التلفزيون السوري في مقابلة بعد ان رفض الظهور على وسائل اعلام أخرى.

## وصلات خارجية
- ملف كامل عن قصة عمران دنقيش - موقع شبكة الاعلام العربية بعنوان «أبكى العالم ولم يبكِ..» عمران دقنيش«الطفل السوري الذي أذهل العالم بصمته»
- موقع تواصل الاخباري - صور أشهر 10 أطفال هزوا ضمير العالم
- لقاء مع المسعف عمار حمامي الذي انقذ الطفل عمران